# Флаг Лос-Анджелеса
Флаг Лос-А́нджелеса — флаг города Лос-Анджелес, штат Калифорния, Соединённые Штаты Америки.
Состоит из трёх зазубренных цветных полос — зелёной, золотой и красной. Зелёный цвет олицетворяет оливковые деревья, золотой — апельсиновые рощи, красный — виноградники, которые раньше присутствовали также на флагах Испании и Мексики — двух государств, которые правили районом нынешнего Лос-Анджелеса, до того, как он вошёл в состав Соединённых Штатов. В центре флага расположена печать города. Флаг был разработан в 1931 году.
Флаг получил международную известность во время закрытия Олимпиады-80 в Москве, когда он был поднят на флагшток вместо флага США (Лос-Анджелес был местом проведения следующих летних олимпийских игр). Этот шаг рассматривался как ответ на американский бойкот Олимпийских игр в Москве.